# NGC 2573
NGC 2573 este o intermediate spiral galaxy⁠(d) situată în constelația Octantul. A fost descoperită în 29 martie 1837 de către John Herschel. Se află la o distanță de 1.521,1439 de parseci de Pământ.